# Една нощ
„Една нощ“ е български телевизионен игрален филм от 2001 година на режисьорите Пламен Масларов и Мария Арангелова, по сценарий на Георги Борисов. Драматизация по едноименния разказ на Константин Константинов.
Филмът е от поредицата „Слово за ползата от четенето“.

## Сюжет
След години се срещат двама души – мъж и жена. В една тъмна нощ, в едно затънтено морско градче те не желаят да се връщат назад в миналато, а гледат напред. Така те провеждат един диалог за любовта, морето и вечността.

## Актьорски състав
| Роля | Изпълнител                            |
| ---- | ------------------------------------- |
|      | Мария Силвестър (като Мария Ангелова) |
|      | Антоний Генов                         |
|      | Иван Неделчев                         |
|      | Стела Прокопиева                      |
|      | Силви Стоицов                         |
|      | Галина Иванова                        |
|      | Йордан Николов                        |
|      | Малчо Малчев                          |

## Награди
През 2002 година филмът печели награда на Националния център на книгата при Министерството на културата, Варна.